# Paul Darden
Paul Darden (New Haven, 27 ottobre 1968) è un giocatore di poker, imprenditore e promotore di musica rap statunitense.

## Gioventù
È stato accusato di omicidio all'età di 15 anni, a causa di uno scambio di persona, ma poi è stato assolto. Il poker è stata la via che ha cambiato la vita a Durden, aiutato dal suo mentore Phil Ivey.

## Poker
In origine, era più noto come giocatore di seven card stud, dove si è piazzato più volte a premio in tornei di rilievo nel 2000, prima di vincere il suo unico braccialetto delle WSOP nel 2001 nel torneo $2,500 Seven-Card Stud, sconfiggendo Tom Franklin all'heads-up.
Nel 2002, Darden ha vinto un World Poker Tour nel $3,000 Main Event del torneo "Gold Rush". È poi arrivato al 2º posto dietro a Gus Hansen al WPT nel torneo ad invito "Bad Boys of Poker". Inoltre nel marzo 2005 ha concluso quinto nel $10,000 main event della crociera PartyPoker.com Million IV.
Nel 2003, arriva a premio nel Main Event delle WSOP, finendo al 45º posto.
Al 2010, il totale delle sue vincite nei tornei live supera la cifra di $2,100,000, di cui $287.456 grazie ai suoi 16 piazzamenti a premio nelle WSOP.